# Dongfeng EQ2102
Dongfeng EQ2102 — среднетоннажный грузовой автомобиль для перевозки войск и грузов, разработанный и производимый компанией Dongfeng Motor Corporation и используемый Народно-освободительной армией Китайской Народной Республики. Грузовик создан на базе грузовика Nissan Diesel Condor совместно компаниями Dongfeng и Nissan.
Гражданские версии грузовиков этой серии имеют множество различных названий (от EQ1101 до EQ5108 в зависимости от версии), но обычно их называют Dongfeng 145. Обновлённая версия называется «160».
Поступил на вооружение в 1990-х годах, чтобы заменить устаревшие CA-30 и EQ245/EQ2100.

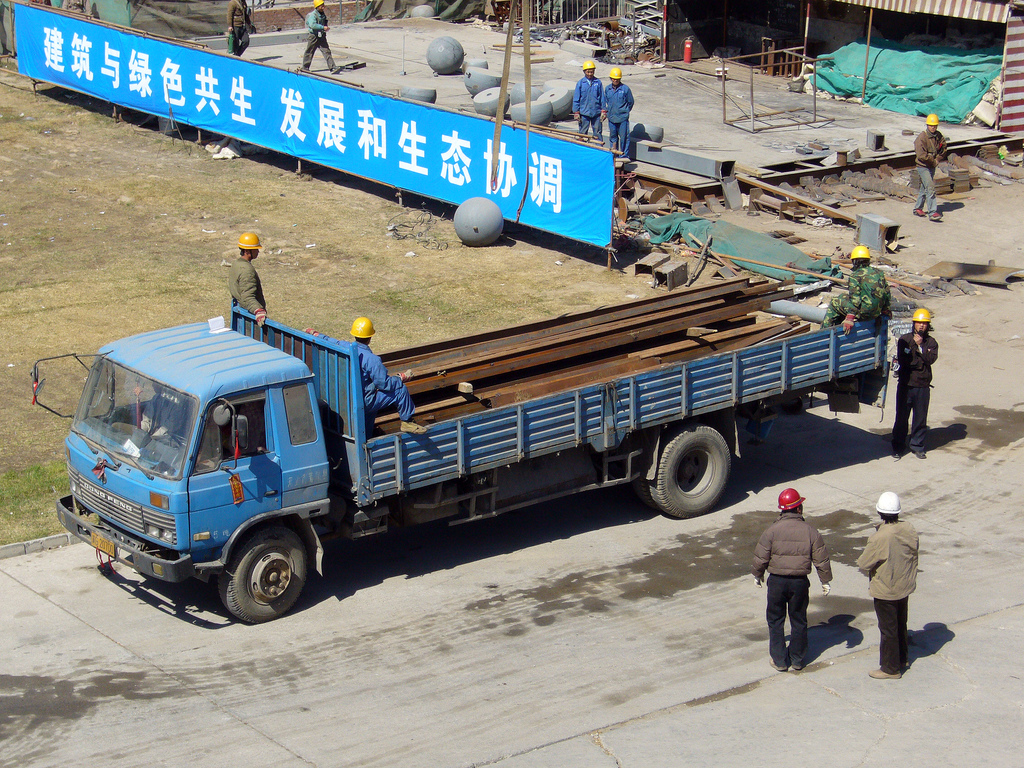
Dongfeng 145, гражданская версия

## Технические характеристики
- Экипаж: 1+4 (EQ2102); или 1+2 (EQ2102G)
- Колёсная формула: 6X6
- Вес (пустой): 6.920 кг (без лебёдки); 7.120 кг (с лебёдкой)
- Нагрузка: 5000 кг (по дороге); 3500 кг (по пересеченной местности)
- Буксируемая нагрузка: 4800 кг
- Длина: 7,495 м
- Ширина: 2,470 м
- Высота: 3,24 м (с брезентом и бантом в комплекте)
- Колесная база: 3,475 м / 1,25 м
- Колея (передняя/задняя): 1.876мм / 1.870 мм
- Клиренс: 305 мм
- Максимальная скорость: 90 км/ч

## Варианты
- 1+4 (EQ2102)
- 1+2 (EQ2102G)